# Barra Velha (ort)
Barra Velha är en ort i Brasilien.   Den ligger i kommunen Barra Velha och delstaten Santa Catarina, i den södra delen av landet, 1 200 km söder om huvudstaden Brasília. Barra Velha ligger 14 meter över havet och antalet invånare är 17 665. Den ligger vid sjön Lagoa da Barra Velha.
Terrängen runt Barra Velha är platt. Havet är nära Barra Velha åt sydost. Närmaste större samhälle är Penha, 15,7 km söder om Barra Velha. 